# Eutidèmida
La dinastia eutidèmida o dels eutidèmides va ser una nissaga grega que va governar a Bactriana i al regne Indogrec.
La va fundar Eutidem I (260 aC - 195 aC) i en van formar part Demetri I de Bactriana, Eutidem II, i probablement Antímac I. Altres sobirans posteriors en podrien ser membres però encara resten dubtes i és difícil de determinar en ser les úniques fonts les monedes dels reis.